# 195 aC
El 195 aC va ser un any del calendari romà prejulià. Durant la República i l'Imperi Romà, era conegut com a any del consolat de Cató i Flac (o, més rarament, any 559 ab urbe condita o de la fundació de la ciutat). L'ús del nom «195 aC» per referir-se a aquest any es remunta a l'alta edat mitjana, quan el sistema Anno Domini va ser el mètode de numeració dels anys més comú a Europa.

## Esdeveniments

### Imperi Selèucida
- El cartaginès Hanníbal Barca es refugia a l'Imperi Selèucida, governat per Antíoc III, cosa que provoca la inquietud de Roma.[2]

### Antic Egipte
- Aristòfanes de Bizanci és nomenat director de la Biblioteca d'Alexandria. Succeeix a Eratòstenes.[3]

### Antiga Grècia
- Guerra contra Nabis. És un conflicte bèl·lic entre la ciutat estat grega d'Esparta i una coalició formada per la República Romana, la Lliga Aquea, Pèrgam, Rodes i el Regne de Macedònia. Nabis és el tirà d'Esparta que s'havia apoderat del govern quan va succeir a Macànides i va fer assassinar Pèlops, el jove fill de Licurg d'Esparta.[4][5]

### Antiga Roma
- Aquest any són elegits cònsols Cató el Censor i Luci Valeri Flac.[6]
- Valeri Flac és nomenat pontífex en lloc de Marc Corneli Ceteg, que havia mort l'any anterior (196 aC) i cònsol, amb Itàlia com a província. A l'estiu fa la guerra als bois i els derrota. En mata vuit mil i dispersa la resta d'enemics. Passa un temps a la vora del Po, a Placentia i Cremona, amb obres de restauració de les destrosses de la guerra.[7]
- Cató obté Hispània com a província, després d'un sorteig entre els dos cònsols, ja que el Senat pensava que a Hispània la guerra tenia grans proporcions. Li atorguen dues legions i 15.000 aliats llatins, més 800 cavallers i 20 naus de guerra. Amb aquest exèrcit desembarca a Empórion, on té lloc la batalla d'Empórion.[8]
- Cató reprimeix durament la rebel·lió dels ibers, començant pels indicets que habiten la zona. Triomfant, Cató ajuda al pretor Manlius de la Hispània Ulterior que es troba amb dificultats. La submissió dels indígenes només és aparent, i en saber la sortida de Cató, es produeix una nova revolta dels pobles de l'Ebre. Intervé de forma ràpida i efectiva, i un cop vençuts, segons explica Plutarc, Cató ordena l'enderrocament de les muralles de les ciutats a l'altra banda del riu Ebre. L'ordre es compleix i executa només en un dia. Tots els indígenes de la província són desarmats i Cató ven els captius com a esclaus.[9][10]
- Quint Minuci Terme, el pretor que havia vençut la revolta ibera del 197 aC, torna a Roma on rep els honors del triomf.[11]

## Necrològiques
- Eratòstenes, astrònom, historiador, geògraf, filòsof, poeta, crític teatral i matemàtic grec. Al final de la seva vida, perd la vista per una malaltia freqüent a la vall del Nil i mor de fam per voluntat pròpia. Té uns 81 o 82 anys.[12]